# Rzendowitz

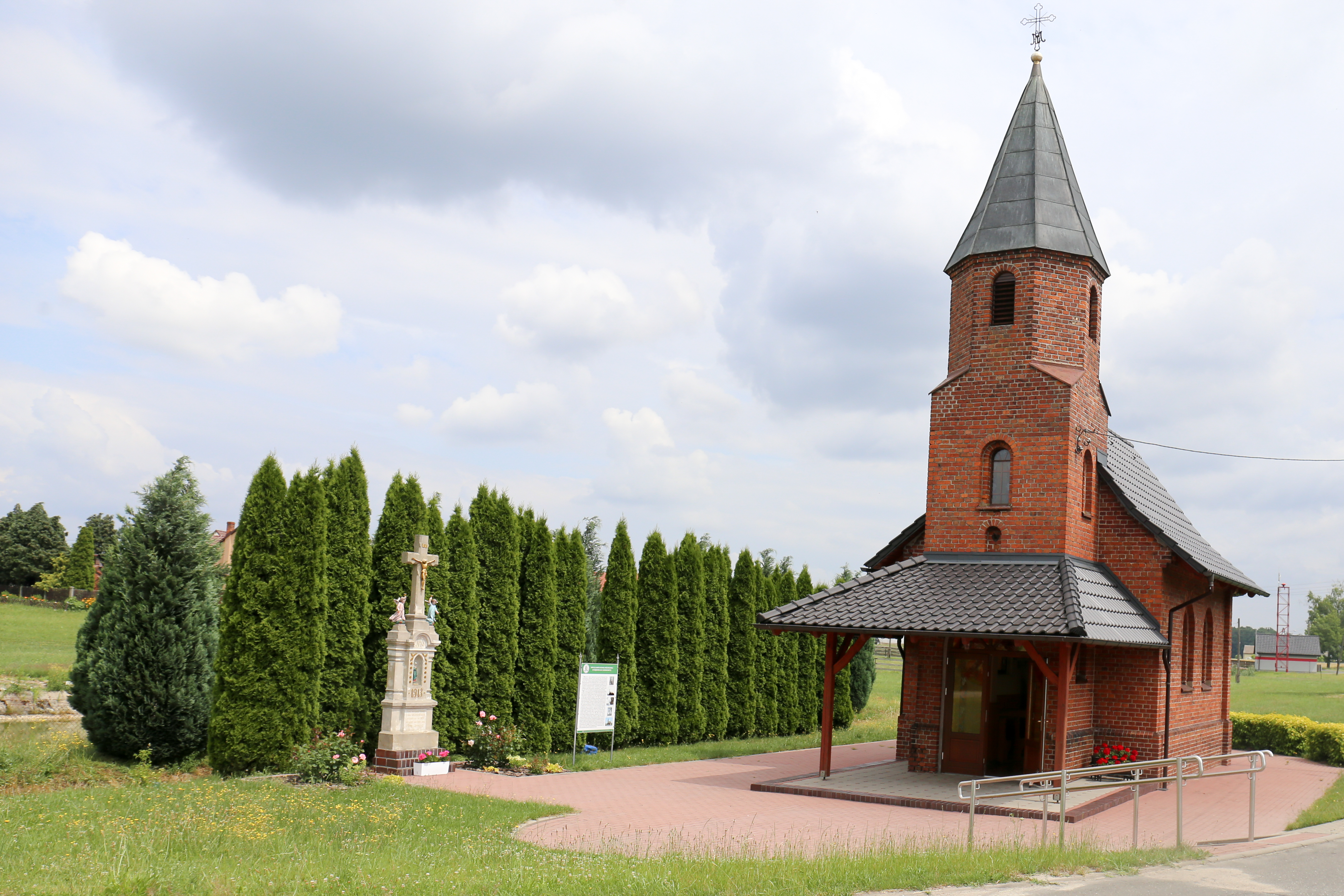
Jungfrau-Maria-vom-Rosenkranz-Kapelle

Rzendowitz, polnisch: Rzędowice (1936–1945: Mühlental) ist eine Ortschaft in Oberschlesien (Polen). Sie liegt in der Gemeinde (Gmina) Guttentag (polnisch: Dobrodzień) im Powiat Oleski in der Woiwodschaft Opole.

## Geschichte
Der Ort wurde 1783 im Buch Beyträge zur Beschreibung von Schlesien als Rzendowi(t)z erwähnt, gehörte einem Herrn von Stürmer, lag in der Herrschaft Lublinitz und hatte 138 Einwohner, ein herrschaftliches Vorwerk, 15 Bauern, 15 Gärtner und zwei Häusler. 1865 hatte Rzendowitz 13 Bauernstellen, zwei Halbbauern, 18 Gärtnerstellen und zwölf Häuslerstellen, sowie zwei Wassermühlen und eine 1844 massiv erbaute katholische Schule. Neben der Landwirtschaft lebten die Einwohner vom Tagelohn in den nahegelegenen Gruben und Hütten.
Bei der Volksabstimmung in Oberschlesien am 20. März 1921 stimmten im Ort 110 Wahlberechtigte für einen Verbleib Oberschlesiens bei Deutschland und 140 für eine Zugehörigkeit zu Polen. Rzendowitz verblieb nach der Teilung Oberschlesiens beim Deutschen Reich. Bis 1945 befand sich der Ort im Landkreis Loben (zwischenzeitlich im Landkreis Guttentag).
1945 ging der bis dahin deutsche Ort als Folge des Zweiten Weltkrieges an Polen, wurde der Woiwodschaft Schlesien angeschlossen und in Rzędowice umbenannt. 1950 kam der Ort zur Woiwodschaft Opole. Von 1975 bis 1998 befand sich der Ort in der Woiwodschaft Częstochowa (Tschenstochau). 1999 kam der Ort zur Woiwodschaft Opole und zum wiedergegründeten Powiat Oleski. Am 4. Juli 2008 erhielt der Ort zusätzlich den amtlichen deutschen Ortsnamen Rzendowitz.